# El Escalón
El Escalón är en ort i Mexiko.   Den ligger i kommunen San Cristobal De Casas och delstaten Chiapas, i den sydöstra delen av landet, 800 km öster om huvudstaden Mexico City. El Escalón ligger 2 360 meter över havet och antalet invånare är 615.
Terrängen runt El Escalón är lite kuperad. Runt El Escalón är det ganska tätbefolkat, med 90 invånare per kvadratkilometer. Närmaste större samhälle är San Cristóbal de las Casas, 13,4 km väster om El Escalón. I omgivningarna runt El Escalón växer huvudsakligen savannskog.